# Rapunzel
 For alternative betydninger, se Rapunzel (flertydig). (Se også artikler, som begynder med Rapunzel)
"Rapunzel" er et tysk eventyr indsamlet og nedskrevet af Brødrene Grimm. Det blev første gang udgivet 1812 som en del af bogen Kinder- und Hausmärchen, oversat til dansk i 1821 med titlen Folkeeventyr. Det er et af de mest kendte eventyr, og historien er blevet brugt i tegnefilm og af mange komikere på grund af den kendte linje:
"Rapunzel, Rapunzel lad falde dit hår"
Animationsfilmen To på flugt - Et hårrejsende eventyr fra 2011 er i store træk baseret på dette eventyr.

## Historie
Et barnløst par bor ved siden af en smuk indhegnet have, der tilhører en heks. Konen, der længe har ønsket et barn, kigger hver dag ind i haven og ser, at der vokser de dejligste klokkeblomster (Rapunzel), og hun begynder at længes mere og mere efter dem. Efter at havde plaget sin mand indvilliger han i at prøve at skaffe dem til hende. Han klatrer over hegnet for at komme ind i haven, men den anden nat bliver han fanget af heksen, der rasende beskylder ham for at stjæle. Manden beder for sit liv, og heksen går med til at skåne ham på betingelse, at hun får deres det barn, mandens konen skal føde. Den desperate mand går med til det, og da konen føder en pige, kommer heksen efter hende, og hun giver hende navnet Rapunzel.
Rapunzel får et meget langt hår, og da hun fylder 12 år, tager heksen hende med ud i skoven til et forladt tårn med kun et værelse og et vindue, hvor hun låser hende inde. Hver gang heksen kommer for at bringe hende mad, stiller hun sig neden for vinduet og råber:
"Rapunzel Rapunzel lad falde dit hår"
Når Rapunzel hører dette, vikler hun sit hår ud, gør det fast til en krog og lader det falde ud af vinduet, så heksen kan kravle op ad det.
En dag kommer en ung kongesøn ridende gennem skoven og hører Rapunzel synge fra sit tårnvindue. Fortryllet af den skønne sang begynder han at lede efter hende og finder hende i tårnet. Men han kan ikke finde nogen indgang. Hver dag vender prinsen tilbage for at lytte til Rapunzels sang. En skønne dag ser han heksen komme gående og hører, hvordan hun får Rapunzel til at lade sit hår falde ned fra vinduet. Han venter, til heksen er gået, og går derefter hen til tårnet og beder Rapunzel om at lade sit hår falde. Da hun har gjort det, klatrer han op og træder ind til den forbavsede pige og beder hende om at gifte sig med ham, hvilken hun siger ja til.
Sammen planlægger de flugten: Prinsen skal bringe hende silkesnore, hun kan flette en stige af, men han skal kun komme om natten, for heksen kommer kun om dagen. Men planen bliver ødelagt af Rapunzel selv, der uskyldigt spørger heksen, hvorfor det er nemmere at trække prinsen op end heksen selv. (Dette er den reviderede, mere anstændige 2. udgave: i førsteudgaven spørger Rapunzel, hvorfor hendes tøj ikke længere passer hende om livet[kilde mangler]) Heksen bliver rasende og skærer Rapunzels hår af, hvorefter hun smider hende ud i en ørken.
Da prinsen kommer om natten, lader heksen det afklippede hår falde ned, så han kan klatre op, men i stedet for at stå over for sin skønne Rapunzel, er det heksen, der tager imod og fortæller ham, at han aldrig vil se Rapunzel igen. Prinsen kravler ud ad tårnvinduet, men da han er halvvejs nede, klipper heksen håret over med en saks. Heksen tænker ikke på, at hun dermed har indespærret sig selv for evigt. I andre versioner smider heksen prinsen ud. Men uanset hvordan lander han i en tornebusk, hvor han bliver blind.
I månedsvis vandrer den blinde prins rundt i skoven i sin søgen efter Rapunzel, til han en dag hører hende, mens hun drikker vand. De bliver genforenet, og da Rapunzels tårer rammer prinsens øjne, får han synet tilbage. Prinsen fører Rapunzel hjem til sit kongerige, hvor de lever lykkeligt til deres dages ende.